# Новокарьгинське сільське поселення
Новокарьги́нське сільське поселення (рос. Новокарьгинское сельское поселение) — муніципальне утворення у складі Краснослободського району Мордовії, Росія. Адміністративний центр — село Нова Карьга.

## Населення
Населення — 904 особи (2019, 1172 у 2010, 1254 у 2002).

## Склад
До складу поселення входять такі населені пункти:
| Населений пункт           | Населення, осіб (2002) | Населення, осіб (2010) |
| ------------------------- | ---------------------- | ---------------------- |
| Зарічна Лосевка, присілок | 53                     | 44                     |
| Красний Городок, селище   | 0                      | -                      |
| Нова Карьга, село         | 1122                   | 1074                   |
| Пісочна Лосевка, село     | 79                     | 54                     |